# ديك داش
ديك داش (بالإنجليزية: Dikdash)‏ هي قرية تقع في أردبيل في إيران. يقدر عدد سكانها بـ 197 نسمة بحسب إحصاء 2016.